# Dioxys cincta
Dioxys cincta är en biart som först beskrevs av Louis Jurine 1807.
Dioxys cincta ingår i släktet Dioxys och familjen buksamlarbin. Inga underarter finns listade i Catalogue of Life.

## Beskrivning
Arten är ett 8 till 12 mm långt bi; honan har övervägande svart kroppsfärg men med tergit (bakkroppssegment) 1 och 2 röda, medan hanen har hela bakkroppen röd.

## Ekologi
Dioxys cincta  är specialiserad på kransblommiga växter, som gamandrar och timjansläktet. Flygtiden varar från april till augusti.

### Fortplantning
Arten är kleptoparasitisk; honan tränger in i bon av tapetserarbin, som bland andra Megachile parietina, Megachile sicula och Megachile pyrenaica, troligtvis även gnagbiet Hoplitis anthocopoides samt lägger sina ägg där. Larven äter upp värdartens ägg eller larv och lever sedan av matförrådet.

## Utbredning
Utbredningsområdet omfattar Sydeuropa och södra Mellaneuropa, som Schweiz och Österrike.